# Einfamilienhaus Hellmuth Schiffner
Das Einfamilienhaus Hellmuth Schiffner steht im Stadtteil Niederlößnitz der sächsischen Stadt Radebeul, in der Heinrich-Heine-Straße 12.

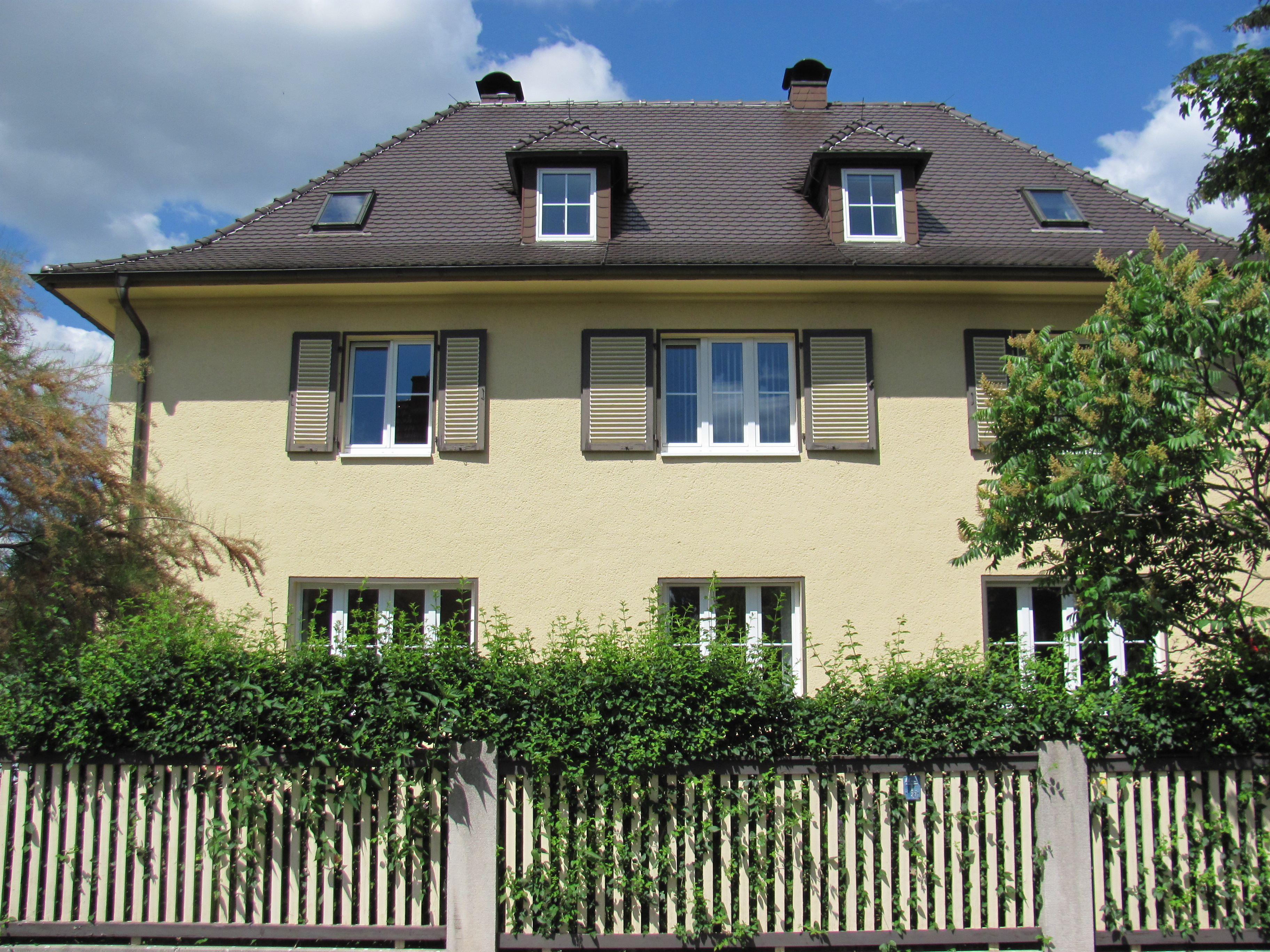
Einfamilienhaus Hellmuth Schiffner

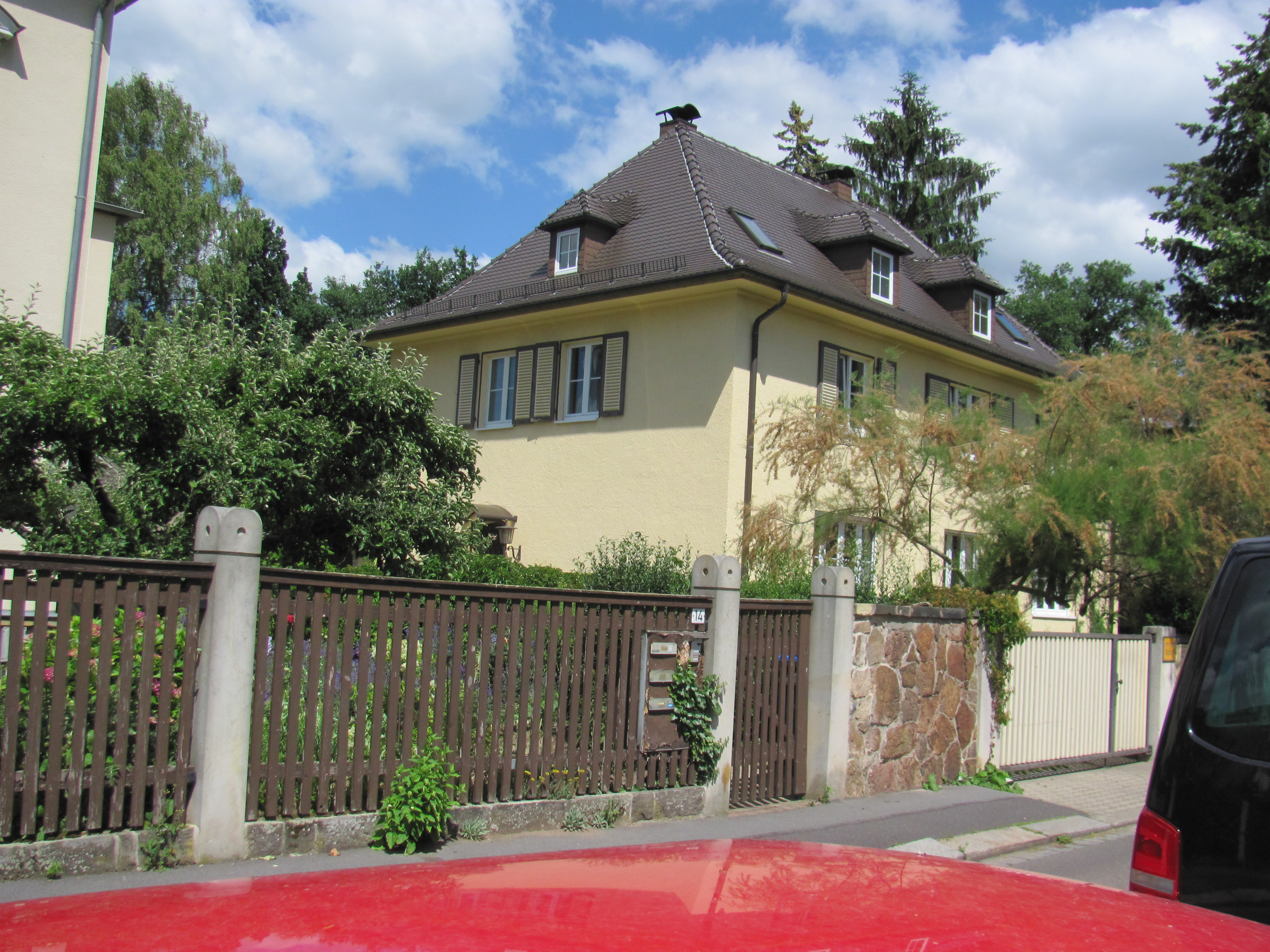
Einfamilienhaus Hellmuth Schiffner: Seitliche Ansicht

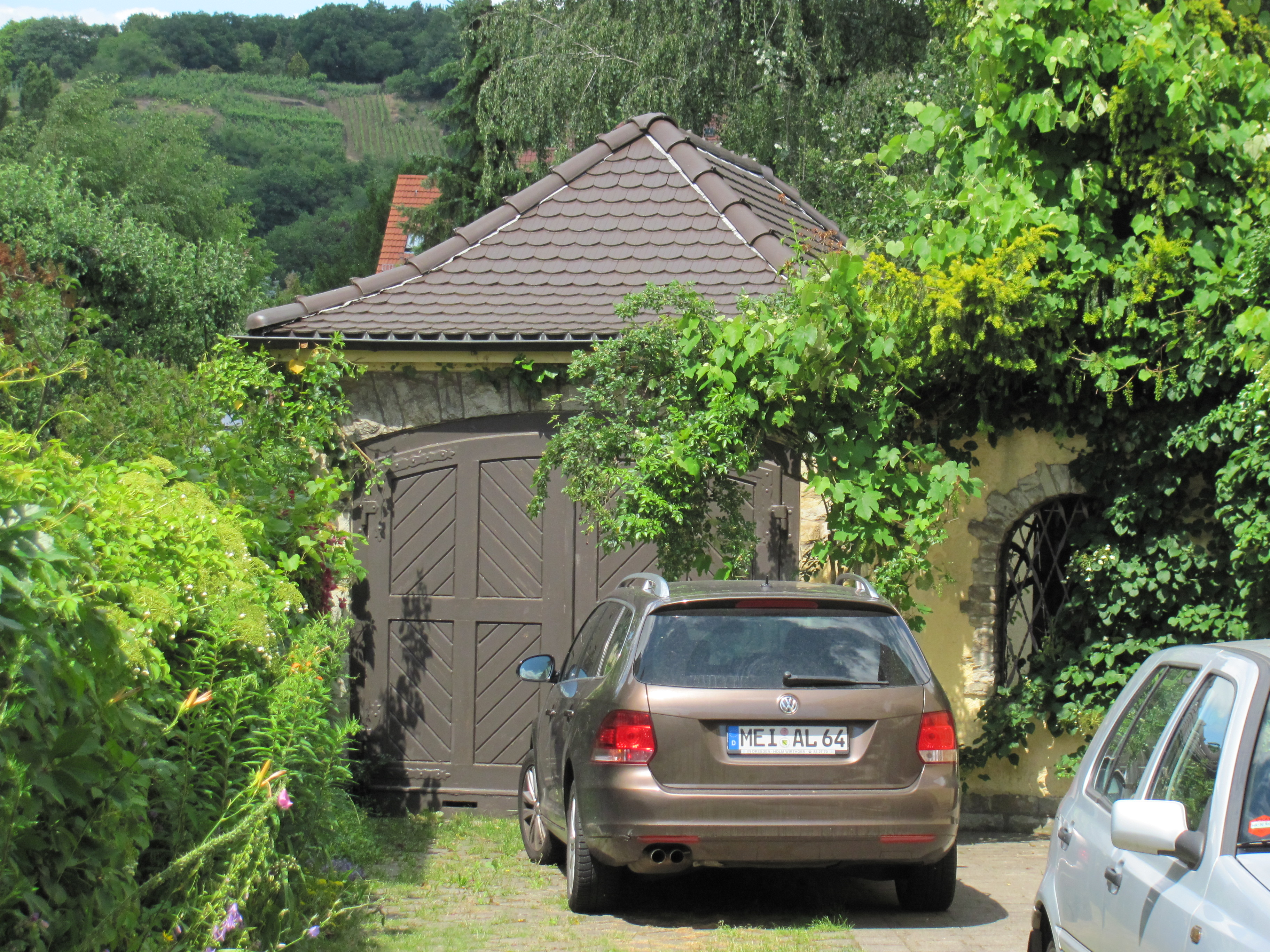
Garage zum Wohnhaus

## Beschreibung
Die zweigeschossige Villa steht mitsamt der zugehörigen Garage unter Denkmalschutz. Das drei zu zwei Achsen große Einfamilienhaus mit einliegenden Praxisräumen steht längs zur Straße auf einem Natursteinsockel. Es wird obenauf durch ein weit überkragendes, abgeknicktes Walmdach mit Ziegeldeckung und Walmgauben geschützt. Auf der nach Norden zum Garten gerichteten Gebäuderückseite schließt sich ein kurzer Seitenflügel an.
In der zur Straße bzw. dem Vorgarten zeigenden schlicht verputzten Fassade befinden sich drei symmetrisch angeordnete Fensterachsen: Alle Fenster werden durch schmale Farbfaschen umgeben, die Obergeschossfenster dazu von Klappläden begleitet. Die Fenster der mittleren Achse sind etwa quadratisch und dreiteilig mit innenliegender Sprosse. Die jeweils äußeren Fenster sind im Obergeschoss zweiteilig und im Erdgeschoss vierteilig, wodurch sie querrechteckig wirken und so breit wie das Fenster oben einschließlich der Klappläden.
Auf der linken Grundstücksseite befindet sich eine befestigte Hoffläche: Von dieser führt der Hauseingang oberhalb einer kurzen Freitreppe durch eine stichbogige Tür. Am Ende der Hoffläche steht längs eine Garage mit Walmdach und stichbogigem, zweiflügeligem Holztor in einem Natursteinrahmen. Zwischen Garage und Haus bildet eine Putzmauer mit Öffnungen in Sandsteinbögen einen Abschluss des Hofs.
Die Einfriedung ist ein Holzzaun mit Deck- und Grundbrettern, die Stützpfeiler sind aus Beton.

## Geschichte
Der Bauantrag vom September 1938 wurde für den Arzt Hellmuth Schiffner durch den Architekten Franz Wachter eingereicht. Die Baugenehmigung stammt vom Ende Januar 1940.
Bis September 2013 praktizierte durchgehend ein Arzt im Haus.